# ウィリアム・ボニン
ウィリアム・ジョージ・ボニン（英語: William George Bonin, 1947年1月8日 - 1996年2月23日）は、アメリカの連続殺人犯。犠牲者の遺体の大部分が南カリフォルニアの高速道路に沿って発見されたという事実により、「フリーウェイキラー」として知られるようになる。 この別名は、 パトリック・カーニーとランディ・クラフトという2人の独立した無関係な連続殺人者にも使われている。
仮釈放時に 数人の共犯者とともに、1979年と1980年に南カリフォルニアでの一連の殺人で21人の若い男性と少年を強姦して殺害した。彼は毒を注入することによって死刑を宣告された。1982年と1983年の2つの裁判で、「フリーウェイキラー」に関連する14人の殺人で有罪判決を受けた。
さらに15人の殺人を犯した疑いもある。検察官による彼の最初の裁判で「これまでに存在した中で最悪の犯人」として説明された 。彼は死刑囚となり、彼が前に実行することにより致死注射で刑死する1996年までサン・クエンティン州立刑務所で14年を過ごした。

## 生い立ち

### 幼少期
ウィリアム・ボニンは、1947年1月8日にコネチカット州ウィリマンティックで生まれ、ロバートとアリス・ボニンの3人兄弟の2番目に生まれた。 ボニンの両親は両方ともアルコール依存症だった。父親は強迫的なギャンブラーで、妻と子供の両方に対して身体的虐待傾向があり 、 母親はしばしばウィリアムと彼の兄弟を祖父の世話のもとに置き去りにした。ボニンと彼の兄弟は育児放棄されており、しばしば同情的な隣人らに食べ物や服を与えられていた。
祖父は過去に法廷で児童虐待で有罪判決を受けていた。さらに、兄弟はしばしば祖父の世話をした。祖父は、ボニンが子供で思春期だった時に母親を痴漢し、3人の孫を性的に虐待したことで知られている。
1953年、ボニンの母親は父親の身体的虐待から子供を守るために息子を孤児院に入れた  。この孤児院は、深刻な殴打、様々なストレス状態に耐えさせる、水で満たされた流しに沈めるなど、軽度および重度の行動違反に対して収容した子供に罰則が課せられ、厳しく懲戒することで知られていた。  ボニンはその後、自身の幼少期と青年期について話したが、「虐待者の男性が最初に（ボニンの）手を背中に縛った場合にのみ、性的虐待に同意した」ことを明かしてからそれ以上の孤児院での記憶を話すことを拒否した。  彼は9歳まで孤児院にいたが、その後マンスフィールドの町で両親と一緒に住むために戻った。 　8歳で窃盗で逮捕され、若者が軽犯罪で処罰される若者教育センターに連れて行かれた。そこで彼はしばしば年上の少年たちに性的虐待を受けた。帰国後、彼は10代で幼い子供たちを虐待し始めた。
10歳で、ボニンは車両のナンバープレートを盗んだために逮捕され、さまざまな軽犯罪のために少年拘置所に入れられた。  この少年拘置所に収容されている間、彼は大人のカウンセラーを含むいくつかの人々に繰り返し身体的および性的虐待を受けている  。4年後の1961年に、自宅の差し押さえの見通しに直面して  ボニンの両親はカリフォルニアへの移転を選択。一族はダウニー市のエンジェルストリートの控えめな家に落ち着いた  その後まもなく、肝硬変で父親が死亡した。

## 殺人事件

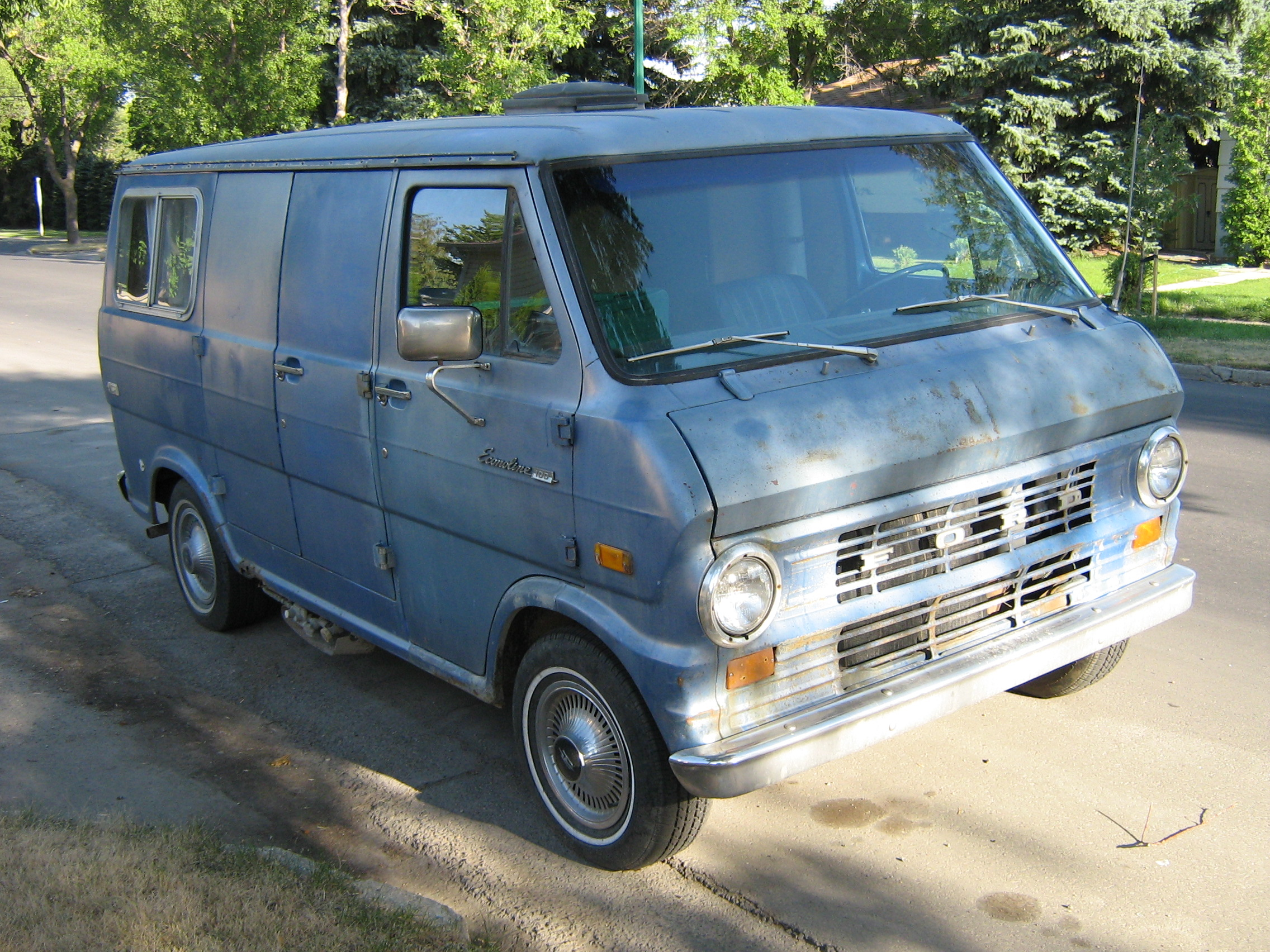
第二世代の フォード・エコノラインバン。 ボニンはこのバンのオリーブグリーンのモデルを犯行で使用した

ボニンがターゲットとする未成年は通常、 ヒッチハイカーの若い男性、 または男娼だった。 12歳から19歳の犠牲者は、 フォード・エコノラインバン に誘惑または強制され、 手錠  とワイヤーまたはコードの組み合わせで手と足を拘束。  その後、性的暴行を受け、顔、頭、性器を激しく打たれ、拷問を受けた後、通常は自分のTシャツで絞め殺されたが、一部の犠牲者は刺されたり、虐殺されたりした。 被害者の一人、ダリン・ケンドリックは塩酸を飲ませられた。 3人の被害者が耳にアイスピックを打ち込まれ 、別の被害者であるマークシェルトンはショックで死亡した。 

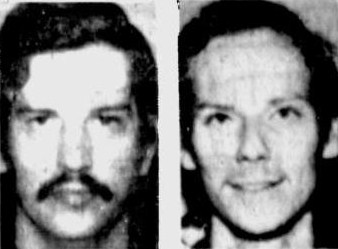
逮捕後のウィリアム・ボニン（左）とバーノン・バッツ（右）のマグショット。

## メディア

### 映像
- 映画Freeway Killerは、2010年にImage Entertainmentによってリリースされた。 この映画は、ボニンと彼の共犯者による殺人に直接基づく。この映画は、 スコット・アンソニー・リートをウィリアム・ボニン、 ダスティ・ソルグをヴァーノン・バッツにキャストした。

### 書誌
- Bonin, William (1991). Doing Time: Stories from the Mind of a Death Row Prisoner. Red Bluff, Calif.: Eagle Publishing. ISBN 978-1-8790-2704-6. OCLC 84045749  Bonin, William (1991). Doing Time: Stories from the Mind of a Death Row Prisoner. Red Bluff, Calif.: Eagle Publishing. ISBN 978-1-8790-2704-6. OCLC 84045749  Bonin, William (1991). Doing Time: Stories from the Mind of a Death Row Prisoner. Red Bluff, Calif.: Eagle Publishing. ISBN 978-1-8790-2704-6. OCLC 84045749
- McDougal, Dennis (1991). Angel of Darkness: The True Story of Randy Kraft and the Most Heinous Murder Spree of the Century. New York: Warner Books pp. 160-168; 171-175, 178; 285-286; 368.. ISBN 978-0-7088-5342-9  McDougal, Dennis (1991). Angel of Darkness: The True Story of Randy Kraft and the Most Heinous Murder Spree of the Century. New York: Warner Books pp. 160-168; 171-175, 178; 285-286; 368.. ISBN 978-0-7088-5342-9  McDougal, Dennis (1991). Angel of Darkness: The True Story of Randy Kraft and the Most Heinous Murder Spree of the Century. New York: Warner Books pp. 160-168; 171-175, 178; 285-286; 368.. ISBN 978-0-7088-5342-9
- Pelto, Vonda (2007). Without Remorse: The Story of the Woman who Kept Los Angeles' Serial Killers Alive. Seven Locks Press. ISBN 978-0-9795-8528-9  Pelto, Vonda (2007). Without Remorse: The Story of the Woman who Kept Los Angeles' Serial Killers Alive. Seven Locks Press. ISBN 978-0-9795-8528-9  Pelto, Vonda (2007). Without Remorse: The Story of the Woman who Kept Los Angeles' Serial Killers Alive. Seven Locks Press. ISBN 978-0-9795-8528-9
- Rosewood, Jack (2015). William Bonin: The True Story of the Freeway Killer. CreateSpace. ISBN 978-1-5196-3119-0  Rosewood, Jack (2015). William Bonin: The True Story of the Freeway Killer. CreateSpace. ISBN 978-1-5196-3119-0  Rosewood, Jack (2015). William Bonin: The True Story of the Freeway Killer. CreateSpace. ISBN 978-1-5196-3119-0

### テレビ
- 調査ディスカバリーチャンネルは、ウィリアム・ボニンの犯罪に関するドキュメンタリーを放送している。 このエピソード-The Freeway Killerと題されている-は2014年に初めて放送された。 [21]

### ノート
1. ↑  “Freeway Killer: Bonin Convicted for 10 Killings; Awaits Sentencing”. The Daily Record. United Press International (Ellensburg, Washington):  p. 8. (1982年1月7日) 2014年3月15日閲覧。
2. ↑  “Around the Nation; California Murderer Gets Death Sentence”. The New York Times. Associated Press. (1982年3月13日) 2009年11月4日閲覧。
3. ↑  “Freeway Killer's Story: Ghastly Tale of Horror”. Gadsden Times. (1981年2月3日) 2018年11月27日閲覧。
4. ↑  “California's 'Freeway Killer' Executed”. CNN.com. (1996年2月23日) 2018年11月27日閲覧。
5. 1 2  McDougal 1991, p. 161
6. 1 2  “Execution Set for 'Freeway Friend '”. Reading Eagle/Reading Times. Associated Press:  p. A10. (1996年2月19日) 2014年3月15日閲覧。
7. 1 2  William Bonin: The True Story of the Freeway Killer p. 5
8. ↑  “Boys' Killer Led a Twisted, Tortured Life”. San Francisco Chronicle. (1996年2月19日) 2018年11月27日閲覧。
9. ↑  “Bonin Executed”. Daily News of Los Angeles. (1996年2月23日) 2014年3月15日閲覧。
10. ↑  “Clues From a Condemned Man's Past”. L A Times. (1996年2月18日) 2018年11月27日閲覧。
11. ↑  “California Executes 14 Boys' Murderer”. The Hour. (1996年2月23日) 2018年11月26日閲覧。
12. ↑  McDougal 1991, pp. 161–162
13. ↑  News. “Murder Down The Freeway - NY Daily News”. 2018年9月2日閲覧。
14. ↑  William Bonin: The True Story of the Freeway Killer p. 7
15. ↑  McDougal 1991, p. 159
16. ↑  “Toledo Blade - Google News Archive Search”. news.google.com. 2018年9月2日閲覧。
17. ↑  McDougal 1991, p. 153
18. ↑  “Record-Journal - Google News Archive Search”. news.google.com. 2018年9月2日閲覧。
19. ↑  True Crime June 1996. p.10
20. ↑  “News article”.   News.google.com (1980年5月7日). 2011年4月9日閲覧。
21. ↑  “Crimeandinvestigation.com”. 2016年3月14日時点のオリジナルよりアーカイブ。2016年4月26日閲覧。

## 引用された作品とさらに読む
- Lane, Brian; Gregg, Wilfred (1992). The Encyclopedia of Serial Killers. Headline Books. ISBN 978-0-7472-3731-0  Lane, Brian; Gregg, Wilfred (1992). The Encyclopedia of Serial Killers. Headline Books. ISBN 978-0-7472-3731-0  Lane, Brian; Gregg, Wilfred (1992). The Encyclopedia of Serial Killers. Headline Books. ISBN 978-0-7472-3731-0
- McDougal, Dennis (1991). Angel of Darkness: The True Story of Randy Kraft and the Most Heinous Murder Spree of the Century. New York: Warner Books. ISBN 978-0-7088-5342-9. OCLC 28747742 McDougal, Dennis (1991). Angel of Darkness: The True Story of Randy Kraft and the Most Heinous Murder Spree of the Century. New York: Warner Books. ISBN 978-0-7088-5342-9. OCLC 28747742 McDougal, Dennis (1991). Angel of Darkness: The True Story of Randy Kraft and the Most Heinous Murder Spree of the Century. New York: Warner Books. ISBN 978-0-7088-5342-9. OCLC 28747742 McDougal, Dennis (1991). Angel of Darkness: The True Story of Randy Kraft and the Most Heinous Murder Spree of the Century. New York: Warner Books. ISBN 978-0-7088-5342-9. OCLC 28747742  McDougal, Dennis (1991). Angel of Darkness: The True Story of Randy Kraft and the Most Heinous Murder Spree of the Century. New York: Warner Books. ISBN 978-0-7088-5342-9. OCLC 28747742  McDougal, Dennis (1991). Angel of Darkness: The True Story of Randy Kraft and the Most Heinous Murder Spree of the Century. New York: Warner Books. ISBN 978-0-7088-5342-9. OCLC 28747742 McDougal, Dennis (1991). Angel of Darkness: The True Story of Randy Kraft and the Most Heinous Murder Spree of the Century. New York: Warner Books. ISBN 978-0-7088-5342-9. OCLC 28747742 Angel of Darkness: The True Story of Randy Kraft and the Most Heinous Murder Spree of the Century - Google ブックス
- Newton, Michael (2006). The Encyclopedia of Serial Killers. Checkmark Books. ISBN 978-0-8160-3979-1  Newton, Michael (2006). The Encyclopedia of Serial Killers. Checkmark Books. ISBN 978-0-8160-3979-1  Newton, Michael (2006). The Encyclopedia of Serial Killers. Checkmark Books. ISBN 978-0-8160-3979-1
- Rosewood, Jack (2015). William Bonin: The True Story of the Freeway Killer. CreateSpace. ISBN 978-1-5196-3119-0  Rosewood, Jack (2015). William Bonin: The True Story of the Freeway Killer. CreateSpace. ISBN 978-1-5196-3119-0  Rosewood, Jack (2015). William Bonin: The True Story of the Freeway Killer. CreateSpace. ISBN 978-1-5196-3119-0
- Strand, Ginger (2012). Killer on the Road: Violence and the American Interstate. Austin: University of Texas Press. ISBN 978-0-292-72637-6  Strand, Ginger (2012). Killer on the Road: Violence and the American Interstate. Austin: University of Texas Press. ISBN 978-0-292-72637-6  Strand, Ginger (2012). Killer on the Road: Violence and the American Interstate. Austin: University of Texas Press. ISBN 978-0-292-72637-6
- Wynn, Douglas (1996). On Trial For Murder. Pan Books. ISBN 978-0-3303-3947-6  Wynn, Douglas (1996). On Trial For Murder. Pan Books. ISBN 978-0-3303-3947-6  Wynn, Douglas (1996). On Trial For Murder. Pan Books. ISBN 978-0-3303-3947-6